# ميلوس ميلينوفيتش
ميلوس ميلينوفيتش (بالصربية: Милош Милиновић)‏ (12 يوليو 1984 في صربيا - ) هو لاعب كرة قدم صربي في مركز حراسة المرمى. لعب مع سبارتاك سوبتيتسا ونادي بوراتس بانيا لوكا ونادي فويفودينا وFK Donji Srem ‏ وRFK Novi Sad 1921 ‏ وFK ČSK Čelarevo ‏ وFK Radnički Nova Pazova ‏ وFK Inđija ‏ وFK Sloga Petrovac na Mlavi ‏.

## وصلات خارجية
- ميلوس ميلينوفيتش على موقع قاعدة بيانات كرة القدم.إي يو (الإنجليزية)
- ميلوس ميلينوفيتش على موقع Soccerway.com (الإنجليزية)
- ميلوس ميلينوفيتش على موقع عالم كرة القدم.نت (الإنجليزية)